# Geckolepis megalepis
Geckolepis megalepis — вид ящірок з родини геконових (Gekkonidae). Вікритий у 2017 році.

## Поширення
Ендемік Мадагаскару. Знайдений лише у Національному парку Анкарана на півночі країни.

## Опис
Ящірка завдовжки до 7 см. Тіло вкрите досить великими лусочками. Ящірка має незвичайний захисний механізм — якщо її спіймає хижак, вона скидує луску, залишаючись голою. Луска залишається в роті хижака, я ящірка стікає. Луски відростають протягом декількох тижнів.

## Спосіб життя
Про екологію виду відомо мало. Це нічні тварини, живуть на деревах та їдять комах.